# Миролюбовка (Херсонский район)
Миролю́бовка (укр. Миролюбівка; до 2016 г. — Радя́нское, до 1922 г. — Чехо́вичи) — посёлок в Белозёрской поселковой общине Херсонского района Херсонской области Украины.
Почтовый индекс — 75014. Телефонный код — 5547. Код КОАТУУ — 6520385801.

## Население
Население по переписи 2001 года составляло 1543 человека.

### Языковой состав
Родной язык населения по данным переписи 2001 года:
| Язык       | Численность, чел. | Доля     |
| ---------- | ----------------- | -------- |
| Украинский | 1 283             | 83,15 %  |
| Русский    | 114               | 7,39 %   |
| Другое     | 146               | 9,46 %   |
| Итого      | 1 543             | 100,00 % |

## История
Село основали в начале XX в. крестьяне-переселенцы из близлежащих сел Станислава и Широкой Балки. До 1922 года населенный пункт именовался Чеховичи, по фамилии помещика Кирилла Адамовича Чеховича. В 1922 г. на базе двух помещичьих хозяйств создан совхоз «Радянська земля», от которого и населенный пункт получил название Радянское.
С марта по ноябрь 2022 года Миролюбовка находилась под российской оккупацией. 10 ноября 2022 года, посёлок был освобождён от российских оккупантов 28-мой отдельной механизированной бригадой Вооружённых сил Украины в ходе контрнаступления в Херсонской области.

## Местный совет
75014, Херсонская обл., Белозёрский р-н, пос. Миролюбовка, ул. Зелёная, 24